# U 9 (1935)
El U 9 o Unterseeboot 9 fue un submarino alemán de la Kriegsmarine, correspondiente al Tipo IIB, usado en la Segunda Guerra Mundial primero en el mar del Norte y posteriormente en el mar Negro, realizando hasta su hundimiento el 20 de agosto de 1944 un total de 20 patrullas de combate, en las que hundió a 8 buques y dañó a otro más, con un registro bruto combinado de 17 633 toneladas. 

## Construcción
Se ordenó iniciar la construcción del pequeño submarino costero U 9 el 20 de julio de 1934. Su quilla fue puesta sobre las gradas de los astilleros Germaniawerft de Kiel el 8 de abril de 1935 y se botó al agua el 30 de julio de 1935. Tras la conclusión de sus obras, fue entregado a la Kriegsmarine el 21 de agosto de 1935, bajo el mando del Oberleutnant Hans-Günther Looff.

## Historial

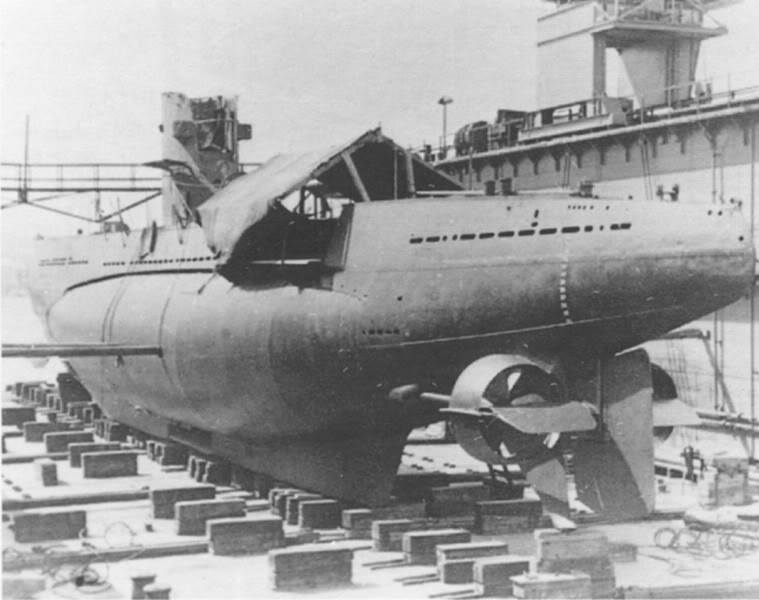
U9 siendo construido en los astilleros de Gallil

Tras ser dado de alta, fue asignado en agosto de 1935 a la Unterseebootsflottille Weddigen, con base en Kiel como buque de línea. El 28 de agosto de 1935, el U 9 partió de Wilhelmshaven bajo el mando de Ludwig Mathes para patrullar al este de Escocia. Retornó el 15 de septiembre de 1939.
En diciembre de 1939, fue asignado a la 1.ª Unterseebootsflottille, con base también en la ciudad de Kiel. El 16 de enero de 1940, zarpó de Kiel bajo el mando de Wolfgang Lüth, con órdenes de patrullar al este de Anglia. En el transcurso de esta patrulla, consiguió hundir dos buques, para retornar a Wilhelmshaven el 22 de enero de 1940.
Volvió a zarpar con el mismo mando el 5 de febrero, con orden de operar en Escocia. Tras hundir un barco y desplegar minas, que hundieron a otro, regresó el 17 de febrero de 1940. Entre el 14 y el 20 de marzo, patrulló con el mismo mando durante seis días en aguas de Dinamarca.
En julio de 1940, fue asignado a la 24.ª Unterseebootsflottille con base en Memel como buque de entrenamiento. El 4 de abril, partió de Wilhelmshaven bajo el mando de Wolfgang Lüth en su quinta patrulla de combate, en la que patrulló al oeste de Noruega durante casi tres semanas. Retornó a puerto el 24 de abril de 1940. Con el mismo mando, zarpó el 5 de mayo de 1940 de Kiel para patrullar las costas belgas y holandesas. En el transcurso de esta patrulla, logró hundir un nuevo mercante, y regresó a Alemania el 15 de mayo. De nuevo con Wolfgang Lüth al mando, partió al día siguiente hacia la misma zona de operaciones, donde consiguió hundir un nuevo buque, tras lo cual retornó el 30 de mayo de 1940.
En noviembre de 1940 fue asignado como buque escuela a la 21.ª Unterseebootsflottille, con base en Pillau, hasta que fue dado de baja en mayo de 1942, fecha en la que es desmantelado en Kiel, para ser transportado al mar Negro, donde fue de nuevo alistado en Galato el 28 de octubre de 1942. Ese mismo mes, fue asignado a la 30.ª Unterseebootsflottille con base en Constanza como buque de primera línea.
El 11 de noviembre de 1942, partió de Constanza bajo el mando de Hans-Joachim Schmidt-Weichert, retornando el 1 de diciembre. Con el mismo mando patrulló también entre el 19 de diciembre de 1942 y el 7 de enero de 1943, sin que sucediesen hechos reseñables.
En su décima patrulla, bajo el mando de Hans-Joachim Schmidt-Weichert, abandonó Constanza el 3 de febrero de 1943. En el transcurso de esta patrulla, fue atacado por aeronaves el 13 y el 14 de febrero, sin que sufriera daños en ninguna de las dos ocasiones, retornando a su base el 3 de marzo. No hubo novedad en la undécima patrulla, entre el 17 de abril y el 10 de mayo, Volvió a ser atacado por aire en el transcurso de su duodécima patrulla de combate (20 de mayo de 1943 – 12 de junio de 1943), el 4 de julio de 1943.
Entre la decimotercera y la decimoctava patrullas de combate, no sucedió ningún hecho reseñable, excepto los distintos cambios de mando. En la decimonovena, partió de Constanza bajo el mando de Klaus Petersen el 26 de abril de 1944 y consiguió dañar un buque mercante soviético. Su vigésima y última patrulla al mando de Heinrich Klapdor transcurrió sin novedad entre el 15 de julio y el 11 de agosto de 1944

## Historial de ataques
| Fecha                 | Buque             | Nacionalidad | Tonelaje | Destino                                    |
| --------------------- | ----------------- | ------------ | -------- | ------------------------------------------ |
| 18 de enero de 1940   | Flandria.         | sueco        | 1179 t   | Hundido                                    |
| 19 de enero de 1940   | Patria.           | sueco        | 1188 t   | Hundido                                    |
| 11 de febrero de 1940 | Linda             | estonio      | 1213 t   | Hundido                                    |
| 4 de mayo de 1940     | San Tiburcio      | británico    | 5995 t   | Hundido por una mina desplegada por el U 9 |
| 9 de mayo de 1940     | Doris.            | francés      | 552 t    | Hundido                                    |
| 11 de mayo de 1940    | Viiu.             | estonio      | 1908 t   | Hundido                                    |
| 11 de mayo de 1940    | Tringa.           | británico    | 1930 t   | Hundido                                    |
| 23 de mayo de 1940    | Sigurd Faulbaums. | belga        | 3256 t   | Hundido                                    |
| 11 de mayo de 1944    | Shtorm            | soviético    | 412 t    | Dañado                                     |

Nota:El Sigurd Faulbaums era un buque alemán capturado por Gran Bretaña

## Destino
El U 9 fue hundido en el Puerto de Constanza (44°12′N 28°41′E / 44.200, 28.683) por un ataque aéreo soviético el 20 de agosto de 1944. No se registraron bajas humanas. El buque, fue reflotado por los soviéticos cuando estos, tomaron Nikolaev fue reparado y renombrado TS-16. Al no ser satisfactoria la reparación, fue entregado al desguace el 12 de diciembre de 1946.

## Comandantes
| Empleo                                  | Nombre                        | Desde                                    | hasta                                        |
| --------------------------------------- | ----------------------------- | ---------------------------------------- | -------------------------------------------- |
| Oberleutnant ascendió a Kapitänleutnant | Hans-Günther Looff            | 21 de agosto de 1935                     | octubre de 1937                              |
| Oberleutnant ascendió a Kapitänleutnant | Werner von Schmidt            | septiembre de 1935                       | 1 de octubre de 1937                         |
| Kapitänleutnant                         | Ludwig Mathes                 | 1 de octubre de 1937                     | 18 de septiembre de 1939                     |
| Oberleutnant                            | Max-Martin Schulte            | 19 de septiembre de 1939                 | 29 de diciembre de 1939                      |
| Oberleutnant                            | Wolfgang Lüth                 | 30 de diciembre de 1939                  | 10 de junio de 1940                          |
| Oberleutnant                            | Wolfgang Kaufmann             | 11 de junio de 1940                      | 20 de octubre de 1940                        |
| Kapitänleutnant                         | Joachim Deecke                | 21 de octubre de 1940                    | 8 de junio de 1941                           |
| Oberleutnant                            | Hans-Joachim Schmidt-Weichert | 2 de julio de 1941 28 de octubre de 1942 | 30 de abril de 1942 15 de septiembre de 1943 |
| Oberleutnant                            | Heinrich Klapdor              | 16 de septiembre de 1943 junio de 1944   | 31 de marzo de 1944 20 de agosto de 1944     |
| Oberleutnant                            | Martin Landt-Hayen            | 5 de abril de 1944                       | 6 de abril de 1944                           |
| Kapitänleutnant                         | Klaus Petersen                | 7 de abril de 1944                       | junio de 1944                                |